# Петикодьяк
Петикодьяк (англ. Petitcodiac River) — река в юго-восточной части провинции Нью-Брансуик Канады. Площадь бассейна реки составляет 2071 км², длина 79 км.
На берегах реки, в том месте, где река образует меандр Куд, расположен второй по величине город Нью-Брансуика, Монктон. Река образуется слиянием своих главных притоков — рек Норт и Анаджанс в графстве Альберт, течёт по территории графств Кингс и Вестморленд, впадает в бухту Шеподи, которая в свою очередь является частью бухты Шигнекто залива Фанди.
По поверью название происходит от фр. petit coude — «маленький локоть». Фактически, название происходит от микмакского слова Epetkutogoyek, означающее «река, которая сгибается подобно поклону» (имеется в виду меандр Куд в Монктоне). Из-за цвета воды Петикодьяк часто называют англ. chocolate River — «шоколадной рекой».
До строительства на реке дамбы в районе Монктона на реке наблюдался бор (приливная волна) высотой 1—2 метра, катящийся вверх по течению со скоростью от 5 до 13 км/час.

## Флора и фауна
Строительство дамбы от Монктона до Ривервью привело однако к тяжёлым экологическим последствиям. До строительства дамбы в реке было огромное количество (сотни тысяч) радужной корюшки, количество американской алозы измерялось десятками тысяч, а количество американского угря, атлантического лосося, ручьевой форели, белого чукучана и окуня — тысячами. С 1870 по 1900 годы в реке вылавливалось 2/3 всей канадской алозы (от 0,91 до 2,7 тысяч тонн ежегодно).
Начиная с 1980 года из вод реки исчезло 7 видов рыб, в том числе полосатый окунь, атлантический осётр и атлантическая треска. Исчез также и атлантический лосось, который попал в список вымирающих видов в Канаде. Количество других видов рыб значительно сократилось.
В бассейне реки растёт белая, красная и чёрная ель, красный клён, осина. Встречается сосна Банкса, американская лиственница, тсуга. На болотистых, но хорошо известкованых почвах растёт кедр. На склонах холмов — сахарный клён, белая и жёлтая берёза. В долинах рек произрастает ива, белая ель и сосна, серая ольха.